# Pediasia
Pediasia és un gènere d'arnes de la família Crambidae. Estan generalitzades a través d'Euràsia temperada i regions adjacents

## Taxonomia
- Pediasia abbreviatellus (Walker, 1866)
- Pediasia abnaki (Klots, 1942)
- Pediasia alaica (Rebel, 1907)
- Pediasia alcmena Błeszyński, 1965
- Pediasia altaica (Staudinger, 1899)
- Pediasia amandusella Błeszyński, 1969
- Pediasia aridalis (Hampson, 1900)
- Pediasia aridella
- Pediasia aridelloides Błeszyński, 1965
- Pediasia batangensis (Caradja, 1939)
- Pediasia bizonelloides Błeszyński, 1966
- Pediasia bizonellus (Hampson, 1896)
- Pediasia bolivarella (Schmidt, 1930)
- Pediasia browerella (Klots, 1942)
- Pediasia cistites (Meyrick, 1934)
- Pediasia contaminella (Hübner, 1796)
- Pediasia desertella (Lederer, 1855)
- Pediasia dolicanthia
- Pediasia dorsipunctella (Kearfott, 1908)
- Pediasia echinulatia
- Pediasia ematheudellus (de Joannis, 1927)
- Pediasia epineura (Meyrick, 1883)
- Pediasia ericella (Barnes & McDunnough, 1918)
- Pediasia fascelinella
- Pediasia ferruginea Błeszyński, 1963
- Pediasia figuratellus (Walker, 1866)
- Pediasia fulvitinctellus (Hampson, 1896)
- Pediasia georgella Kosakjewitsch, 1978
- Pediasia gertlerae Błeszyński, 1969
- Pediasia gregori Roesler, 1975
- Pediasia gruberella Błeszyński, 1969
- Pediasia hispanica Błeszyński, 1956
- Pediasia huebneri Błeszyński, 1954
- Pediasia jecondica Błeszyński, 1965
- Pediasia jucundella (Herrich-Schäffer, [1847])
- Pediasia kuldjaensis (Caradja, 1916)
- Pediasia laciniella (Grote, 1880)
- Pediasia lederei Błeszyński, 1954
- Pediasia lidiella Streltzov & Ustjuzhanin, 2009
- Pediasia lucrecia Błeszyński, 1969
- Pediasia luteella (Denis & Schiffermüller, 1775)
- Pediasia matricella (Treitschke, 1832)
- Pediasia melanerges (Hampson, 1919)
- Pediasia mexicana Błeszyński, 1967
- Pediasia naumanni Błeszyński, 1969
- Pediasia nephelostictus (de Joannis, 1927)
- Pediasia niobe Błeszyński, 1962
- Pediasia numidella (Rebel, 1903)
- Pediasia ochristrigella (Hampson, 1896)
- Pediasia palmitiella (Chrétien, 1915)
- Pediasia paraniobe Błeszyński, 1969
- Pediasia pectinicornis (Rebel, 1910)
- Pediasia pedriolella (Duponchel, 1836)
- Pediasia persella (Toll, 1947)
- Pediasia perselloides
- Pediasia phrygius
- Pediasia pseudopersella Błeszyński, 1959
- Pediasia pudibundella (Herrich-Schäffer, [1852])
- Pediasia radicivitta (Filipjev, 1927)
- Pediasia ramexita Błeszyński, 1965
- Pediasia ribbeella (Caradja, 1910)
- Pediasia roesleri Błeszyński, 1969
- Pediasia rotundiprojecta W. Li & H. Li, 2011
- Pediasia sajanella (Caradja, 1925)
- Pediasia scolopendra Błeszyński, 1969
- Pediasia serraticornis (Hampson, 1900)
- Pediasia siculella
- Pediasia simiensis Błeszyński, 1962
- Pediasia steppicolella (Zerny, 1914)
- Pediasia strenua Bassi, 1992
- Pediasia subepineura Błeszyński, 1954
- Pediasia subflavella (Duponchel, 1836)
- Pediasia torikurai Sasaki, 2011
- Pediasia trisecta (Walker, 1856)
- Pediasia truncatella (Zetterstedt, 1839)
- Pediasia walkeri Błeszyński, 1962
- Pediasia wittei Błeszyński, 1969
- Pediasia yangtseella (Caradja, 1939)
- Pediasia zellerella (Staudinger, 1899)